# Pierre de Jean
Pierre de Jean  (mort à Villalier le 17 mai 1338) est un ecclésiastique, neveu du pape Jean XXII et bénéficiaire de son népotisme, qui est successivement évêque de Meaux, évêque de Viviers, évêque de Bayeux et évêque de Carcassonne.

## Biographie
Pierre de Jean dit parfois improprement « Pierre de Moussy  » est issu d'une famille originaire du Quercy. Il est le fils du chevalier Bernard de Jean et par sa mère Marguerite Duèze, le neveu du pape Jean XXII. Il est également le frère du cardinal Gaucelme de Jean.
Comme ce dernier, il profite du népotisme pratiqué par le pontife. Dès 1309 son frère lui cède son bénéfice ecclésiastique du Portet dans le diocèse de Toulouse  puis en 1316 son canonicat de Cahors. Il devient ensuite chanoine de Langres le 10 août 1317, chanoines du Mans le 1er juin 1318 et de Bayeux le 1 septembre de la même année. Il est nommé évêque de Meaux le 17 février 1321 à la suite du la promotion du titulaire du siège Guillaume de Brosse à l'archidiocèse de Bourges. Il est muté à l'évêché de Viviers le 7 octobre 1325. Moins d'un an après, le 16 août 1326, il est nommé évêque de Bayeux avant d'être une nouvelle fois transféré le 3 janvier 1330 à l'évêché de Carcassonne où il meurt en 1338.
Ces transferts multiples s'expliquent par les différences de revenus de sièges épiscopaux de 2 000 florins pour Meaux à 4 400 pour Viviers et Bayeux à 6 600 pour Carcassonne.  Il meurt en 1338 dans son château épiscopal de Villalier et a comme successeurs dans ce siège épiscopal, successivement deux de ses neveux Gaucelme de Jean et Gilbert de Jean.

## Armoiries
La famille de Jean porte comme armoiries : à deux lions léopardés de...passants l'un au dessus de l'autre et une bordure de... chargée de onze besants (ou tourteaux) de ....